# Conisania xanthothrix
Conisania xanthothrix är en fjärilsart som beskrevs av Charles Boursin 1960. Conisania xanthothrix ingår i släktet Conisania och familjen nattflyn. Inga underarter finns listade i Catalogue of Life.